# 三輪洋雄
三輪 洋雄（みわ ひろたか、1982年7月22日 - ）は、NHKのアナウンサー。

## 人物
秋田県生まれ。札幌南高等学校を経て、早稲田大学商学部を卒業後、2005年（平成17年）4月に入局。
幼い頃から父の転勤に伴って、秋田（生後1年だけ）→青森→水戸→浦安→姫路（姫路で小学校を卒業）→釧路→札幌→さいたまと全国各地を転々とする。当時の富山局の公式サイトでは「出身地はあえて言うなら北海道」としていた。2014年に生まれ故郷であるが生活の記憶がない秋田に赴任が決まった時には、目に見えない大きな縁を感じたという。

## 現在の担当番組
- 東海3県・東海北陸のニュース
- スポーツ番組（主に大相撲中継など）

## 過去の担当番組
富山放送局時代（2005年度 - 2009年度）
- 富山県のニュース・中継・リポート
- イブニングアクセス富山

鹿児島放送局時代（2010年度 - 2013年度）
- 鹿児島県のニュース・中継・リポート
- 情報WAVEかごしま（メインキャスター）（2012年8月15日 - 2014年3月28日）
- ニュースウオッチ9（代行スポーツキャスター）（2014年2月24日 - 28日）
- 2011年3月の東北地方太平洋沖地震では、福島放送局に応援で派遣され、災害情報を中心にローカルニュースを担当した。

秋田放送局時代（2014年度 - 2016年度）
- 秋田県のニュース・中継・リポート
- ニュースこまち （メインキャスター）（2014年9月 - 2015年3月・隔週）

大阪放送局時代（2017年度 - 2020年8月）
- 関西のニュース・中継・リポート
- ニュース845～関西のニュースと気象情報～（不定期）

東京アナウンス室時代（2020年9月 - 2022年度）
- ニュースウオッチ9（同期入局である田所拓也の夏季休暇に伴う代理キャスター：2021年10月25日 - 2021年10月29日）
- 北京オリンピック閉会式（ラジオ実況・2022年2月20日）

名古屋放送局時代（2023年度 - ）